# جردن اسکات
جردن اسکات (انگلیسی: Jordan Scott؛ زادهٔ ۱۹۷۷) کارگردان زن اهل انگلستان است.
وی کارگردان فیلم‌هایی همچون کراکز بوده است.